# Afdeling I Rantau Prapat
Afdeling I Rantau Prapat is een bestuurslaag in het regentschap Labuhan Batu van de provincie Noord-Sumatra, Indonesië. Afdeling I Rantau Prapat telt 1992 inwoners (volkstelling 2010).